# 维拉尔芒德拉

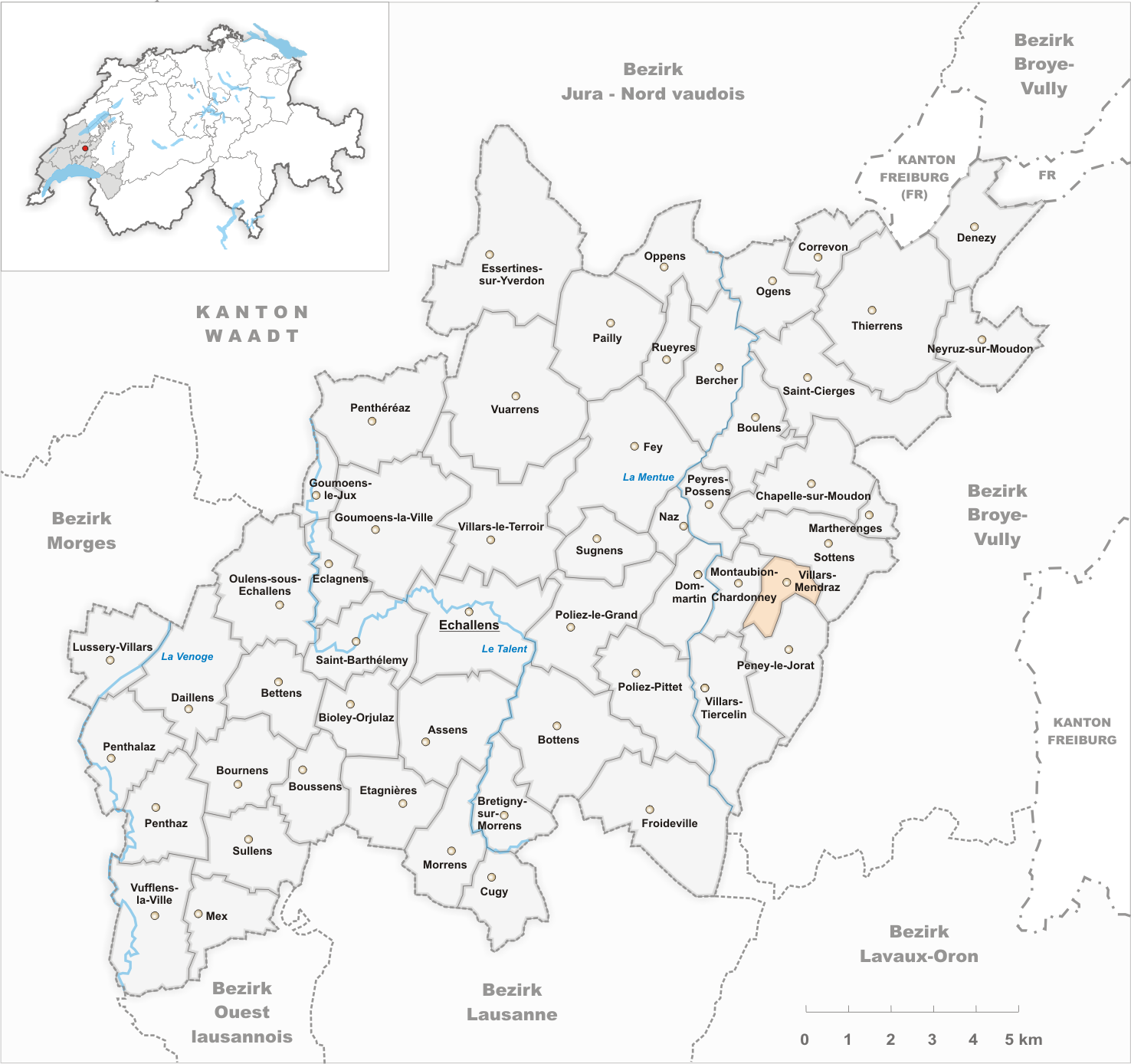
2009年镇辖境示意图

维拉尔芒德拉（法語：Villars-Mendraz）曾是瑞士联邦西部法语区的沃州下设的一个镇。在行政上属于沃州格罗区管辖。维拉尔芒德拉的总面积为1.56平方公里。截至2010年底，总人口为188。
2011年7月1日，蒙托比翁-夏尔多内、佩内勒若拉、索唐、维拉尔芒德拉、维拉尔蒂耶尔瑟兰五个市镇正式合并，若拉-芒蒂镇成立。